# Coal India

Altes Logo

Coal India Limited ist ein indisches Bergbauunternehmen und der weltweit größte Förderer von Kohle. Der Firmensitz des 1975 gegründeten und staatlich kontrollierten Unternehmens befindet sich in Kalkutta, 2011 beschäftigte das Unternehmen rund 375.000 Mitarbeiter und erwirtschaftete einen Gewinn nach Steuern von 147,88 Milliarden Rupien.

## Geschichte

### Anfänge
Nach der Selbstständigkeit Indiens wollte man im ersten Fünfjahresplan Anfang der 1950er Jahre die Kohleproduktion steigern und kleinere Produktionseinheiten zusammenlegen. Die war der Anfang für einen national gesteuerten Kohlesektor, die National Coal Development Corporation mit anfänglich elf Bergwerken wurde gegründet um weitere Kohlevorkommen zu finden und abzubauen. Anfang der 1970er Jahre folgte die Verstaatlichung fast aller Kohleminen Indiens in zwei Schritten, nur die der Konzerne IISCO, TISCO und DVC waren davon ausgenommenen. Im Mai 1972 wurden bis auf einige alle 226 Bergwerke mit Kokereien verstaatlicht und die Bharat Coking Coal Limited als Eigentümer gegründet, im Mai 1973 wurden alle 711 normalen Kohlebergwerke verstaatlicht und die Coal Mines Authority Limited als Eigentümer gegründet. Als Holding-Gesellschaft für beide Unternehmen wurde im November 1975 die Coal India Limited (CIL) gegründet, mit den Tochterunternehmen Bharat Coking Coal Limited (BCCL), Central Coalfields Limited (CCL), Eastern Coalfields Limited (ECL), Western Coalfields Limited (WCL) und Central Mine Planning and Design Institute Limited (CMPDIL).

### 20. Jahrhundert
Ende der 1970er Jahre änderte das Unternehmen seine finanzielle Ausrichtung, vorher hatte man darauf geachtet weder einen Gewinn noch einen Verlust zu generieren, ab sofort begann man gewinnorientiert zu arbeiten. Anfang der 1980er Jahre überstieg die Kohleproduktion von Coal India erstmals 100 Millionen Tonnen, gleichzeitig expandierte man und gründete 1985 zwei weitere Tochterunternehmen, die Northern Coalfields Limited (NCL) und die South Eastern Coalfields Limited (SECL) übernahmen Bergwerke von den anderen Tochterunternehmen CCL und WCL. Ab den 1990er Jahren begann Coal India einen größeren Profit zu generieren, im Fiskaljahr 1992 verdiente man 1,67 Milliarden Rupien und produzierte 200 Millionen Tonnen Kohle. 1992 wurde auch das bislang letzte Tochterunternehmen gegründet, die Mahanadi Coalfields Limited (MCL). Ende der 1990er Jahre wuchs das Unternehmen weiter und vervielfachte seinen Gewinn, 1996 waren es 6,116 Milliarden Rupien.

### Nach 2000
2003 überstieg die Jahresproduktion von Kohle erstmal 300 Millionen Tonnen. Das Unternehmen baute seine Schulden mit den Gewinnen ab, diese sanken als Prozentsatz des Vermögens von 66 % 2001 auf 10 % 2006. 2008 produzierte man 400 Millionen Tonnen Kohle, die indische Regierung verlieh dem Unternehmen im selben Jahr den Navratna-Status. Durch diesen Status kann das Unternehmen freier agieren und Beschlüsse fassen. 2009 gründete man die Coal India Africana Limitada, ein Tochterunternehmen in Mosambik. Im November 2010 verkaufte der Staat Indien 10 % des Unternehmens, welches an die Bombay Stock Exchange ging. Dort wurde man im August 2011 in den Leitindex BSE Sensex aufgenommen. Im April 2011 verlieh die indische Regierung Coal India den Maharatna-Status, dieser wurde geschaffen um aus großen nationalen Konzernen international agierende Global Players zu schaffen.

### Kohlemengen

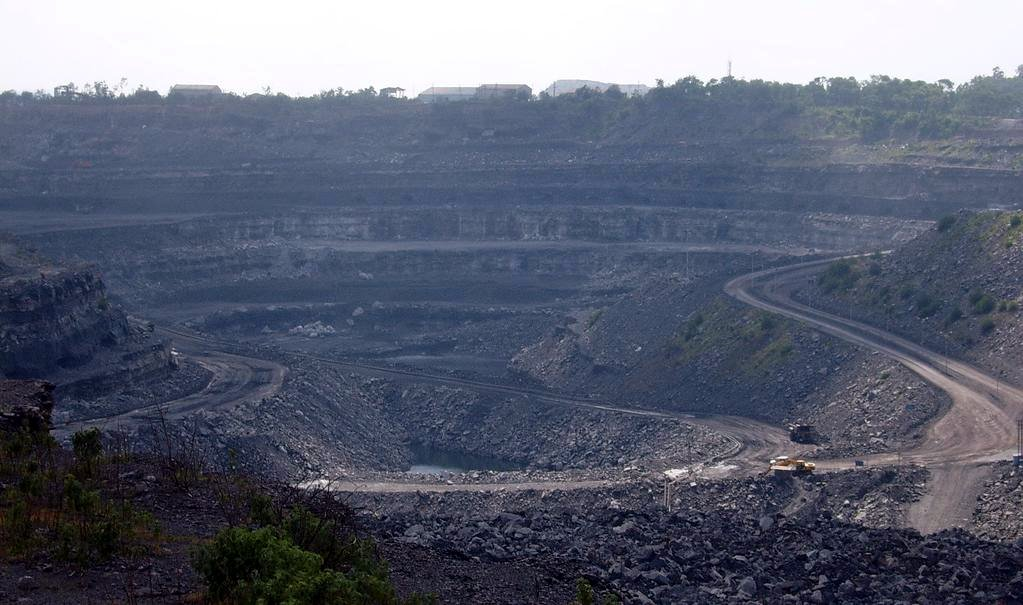
Kohlenmine in Dhanbad

Die geförderten Mengen Kohle zwischen 2007 und 2011 in Tonnen.
| Jahr | Menge    |
| ---- | -------- |
| 2011 | 433 Mio. |
| 2010 | 423 Mio. |
| 2009 | 415 Mio. |
| 2008 | 400 Mio. |
| 2007 | 372 Mio. |

## Kritik
2012 wurde in Indien der Coalgate-Skandal bekannt, zwischen 2004 und 2009 sollen die Bergbaurechte an 155 Kohleminen ohne öffentliche Ausschreibung vergeben worden sein. Laut Schätzungen des Rechnungshofes entstanden dem indischen Staat dadurch Verluste in Höhe von 207 Milliarden US-Dollar. Der damalige Kohleminister und heutige Ministerpräsident Indiens, Manmohan Singh, soll dabei Großunternehmen bevorzugt haben und entgegen dem Grund für die Verkäufe, die Energieversorgung der Bevölkerung zu erhöhen, hat in den meisten Minen noch kein Abbau stattgefunden.
2013 war Coal India für den Public Eye Award nominiert. In der Nominierung wurde angeprangert, dass das Unternehmen Gebiete, in denen große Säugetiere leben, zerstört und die einheimischen Stammesvölker aus ihren angestammten Gebieten vertreibt, diese müssen dann in tiefer Armut leben. Ein weiterer Grund waren die vielen Arbeitsunfälle, 2010 gab es 205 Tote und 699 schwer verletzte Arbeiter in den Bergwerken von Coal India.